# العلاقات البرتغالية البوتانية
العلاقات البرتغالية البوتانية هي العلاقات الثنائية التي تجمع بين البرتغال وبوتان.

## مقارنة بين البلدين
هذه مقارنة عامة ومرجعية للدولتين:
| وجه المقارنة                                              | البرتغال                                                  | بوتان          |
| --------------------------------------------------------- | --------------------------------------------------------- | -------------- |
| المساحة (كم2)                                             | 92.21 ألف                                                 | 38.39 ألف      |
| عدد السكان (نسمة)                                         | 10.60 مليون                                               | 807.61 ألف     |
| الكثافة السكانية (ن./كم²)                                 | 114.95                                                    | 21.04          |
| العاصمة                                                   | لشبونة                                                    | تيمفو          |
| اللغة الرسمية                                             | اللغة البرتغالية، اللغة الميراندية                        | لغة دزونكا     |
| العملة                                                    | يورو، اسكودو برتغالي                                      | نغولترم بوتاني |
| الناتج المحلي الإجمالي (بليون دولار)                      | 217.57 مليار                                              | 2.51 مليار     |
| الناتج المحلي الإجمالي (تعادل القوة الشرائية) بليون دولار | 307.82 مليار                                              | 6.49 مليار     |
| الناتج المحلي الإجمالي الاسمي للفرد دولار أمريكي          | 19.22 ألف                                                 | 2.66 ألف       |
| الناتج المحلي الإجمالي للفرد دولار أمريكي                 | 28.76 ألف                                                 | 7.82 ألف       |
| مؤشر التنمية البشرية                                      | 0.830                                                     | 0.605          |
| رمز المكالمات الدولي                                      | +351                                                      | +975           |
| رمز الإنترنت                                              | .pt                                                       | .bt            |
| المنطقة الزمنية                                           | توقيت غرب أوروبا، توقيت غرب أوروبا الصيفي، أوروبا/لشبونة ‏ | ت ع م+06:00    |

## منظمات دولية مشتركة
يشترك البلدان في عضوية مجموعة من المنظمات الدولية، منها:
| علم المنظمة | اسم المنظمة                        | تاريخ انضمام البرتغال | تاريخ انضمام بوتان |
| ----------- | ---------------------------------- | --------------------- | ------------------ |
|             | بنك التنمية الآسيوي                | 2002                  | 1982               |
|             | مؤسسة التنمية الدولية              | 29 ديسمبر 1992        | 28 سبتمبر 1981     |
|             | يونسكو                             | 11 مارس 1965          | 13 أبريل 1982      |
|             | وكالة ضمان الاستثمار متعدد الأطراف | 6 يونيو 1988          | 21 أكتوبر 2014     |
|             | الأمم المتحدة                      | 14 ديسمبر 1955        | 21 سبتمبر 1971     |
|             | الاتحاد البريدي العالمي            | ?                     | ?                  |
|             | البنك الدولي للإنشاء والتعمير      | 29 مارس 1961          | 28 سبتمبر 1981     |
|             | الاتحاد الدولي للاتصالات           | 1866                  | 15 سبتمبر 1988     |
|             | منظمة حظر الأسلحة الكيميائية       | ?                     | ?                  |
|             | مؤسسة التمويل الدولية              | 8 يوليو 1966          | 1 ديسمبر 2003      |
|             | منظمة الشرطة الجنائية الدولية      | ?                     | ?                  |

## وصلات خارجية
- موقع وزارة الخارجية البرتغالية
- موقع وزارة الخارجية البوتانية